# حجار النحل (بوخالف)
حجار النحل هي إحدى مشيخات المملكة المغربية، تتبع جغرافيا لعمالة طنجة أصيلة وإداريًا لبوخالف. يقدر عدد سكانها بـ 2955 نسمة حسب الإحصاء الرسمي للسكان والسكنى لسنة 2004.